# Naturaleza muerta con dulces y barros
Naturaleza muerta con dulces y barros es una pintura de Josefa de Óbidos realizada en 1676. Tiene unas dimensiones de 80 cm x 60 cm.
Se encuentra en la Biblioteca Municipal Braamcamp Freire de Santarém.

## Descripción
La composición sigue un esquema de ordenación horizontal paralelo al marco del cuadro y utiliza un sistema de unión de elementos singular. Se dispone un conjunto de objetos -cajas, una jarra y una jarra de barro, un cuenco de loza, una bandeja y un cuenco de hojalata- con diversos dulces, caramelos, flores, palos con adornos florales y telas, que llenan el plano. La disposición angulosa de la bandeja y la caja de la izquierda introducen vivacidad en esta disposición lineal, acentuada por las variaciones de la paleta de colores.
Con una riqueza descriptiva y ornamental aprendida en el taller de Óbidos, la autora crea variantes en la distribución de los objetos sobre la superficie pictórica, recortada sobre el fondo oscuro, que la hacen más dinámica y suntuosa.